# 百宏實業
百宏實業控股有限公司，簡稱百宏實業控股，以及百宏實業（英語：Billion Industrial Holdings Limited，港交所：2299），在1996年由施天佑（董事長），以及吳金錶（首席執行官）創立一家名為「百宏發展（香港）有限公司」，以及在2003年成立一家「福建百宏聚纖科技實業有限公司」外資企業。
現時在中國內地經營生產及銷售拉伸变形丝、全牵伸丝、及预取向丝等化工產品，該股份則在2011年5月18日於香港交易所主板上市，招股價為6.08港元，全球發售為574,750,000股，而集資額為35億港元。
總部位於中国福建晋江龙湖枫林工业区，以及香港湾仔港湾道1号会展广场办公大楼15楼1501室。
2012年7月14日大股東兼主席施天佑及執行董事吳金錶將分別出售9.5%及19.5%股權予重慶中節能，每股作價4.39元，涉資29.27億元，較上周五收市價4.21元溢價4.28%。完成後重慶中節能將持股29%成為新大股東，施天佑及吳金錶則分別持有28%及18%。
重慶中節能則為一間受國務院國有資產監督管理委員會監管之國有企業中國節能環保之非全資附屬公司。

## 連結
- Baihong.com （页面存档备份，存于）